# Surinamische Badmintonmeisterschaft 2019
Die Surinamische Badmintonmeisterschaft 2019 fand vom 2. bis zum 3. November 2019 in Paramaribo statt. 

## Sieger und Platzierte
| Disziplin    | Gold                               | Silber                               | Bronze                          |
| ------------ | ---------------------------------- | ------------------------------------ | ------------------------------- |
| Herreneinzel | Sören Opti                         | Danny Chen                           | Jason Chen                      |
| Herreneinzel | Sören Opti                         | Danny Chen                           | Mitchel Wongsodikromo           |
| Dameneinzel  | Imani Mangroe                      | Vivian Huang                         | Chaista Soemodipoero            |
| Herrendoppel | Danny Chen Mitchel Wongsodikromo   | Redon Coulor Gilmar Jones            | Oscar Brandon Sören Opti        |
| Damendoppel  | Imani Mangroe Chaista Soemodipoero | Joet Wongsowirono Chan Chan Yang     | -                               |
| Mixed        | Gilmar Jones Anjali Paragsingh     | Mitchel Wongsodikromo Chan Chan Yang | Roche Young A Fat Faith Sariman |